# Слобода Архангельская
Слобода Архангельская — село в Новошешминском районе Татарстана. Административный центр и единственный населенный пункт Архангельского сельского поселения.

## География
Находится в центральной части Татарстана, на реке Шешма в 10 км к северу от районного центра села Новошешминск.

## История
Основано в период 1730—1740-х годов. Упоминалось также как Шешма. Первыми поселенцами были пахотные солдаты, позднее переведённые в разряд государственных крестьян. В 1878 году была построена Вознесенская церковь, которая работала до 1932 года и открыта земская школа. Также работали фельдшерский пункт, водяная мельница, 2 пивные, 1 казённая винная и 9 мелочных лавок, базар по четвергам, ярмарка в день Вознесения Господня. В этот период земельный надел сельской общины составлял 645 саженей. В 1911 г. в селе была открыта земская школа для девочек. На базе Слободы было образовано четыре колхоза (имени Горького, Фрунзе, Демьяна Бедного, Свободы). Затем оставили три, через несколько лет уже только два, просуществовавшие вплоть до 1955 года. В начале 1956 года на всё село был оставлен всего один колхоз, председателем избрали Александра Федоровича Бездова, которому удалось вывести хозяйство в «миллионеры», электрифицировать село, построить школу, детский сад, провести водопровод, ввести в строй ряд прочих хозяйственных объектов (мельница, пилорама, фермы, склады и т.д.).

## Население
Постоянных жителей было: в 1795—304 души мужского пола, в 1859—1413, в 1897—2857, в 1908—2750, в 1910 — 3195, в 1920 — 3034, в 1926—2668, в 1938—1922, в 1949—1198, в 1958—1028, в 1970—960, в 1979—602, в 1989—483, в 2002 −585 (русские 91 %), 518 в 2010.
| 2013 | 2014 | 2015 | 2016 | 2017 |
| ---- | ---- | ---- | ---- | ---- |
| 479  | →479 | ↘466 | ↘462 | ↘456 |

## Экономика
Полеводство, мясомолочное скотоводство, овцеводство, свиноводство.

## Инфраструктура
Средняя школа, дом культуры, библиотека.

## Достопримечательности
Вознесенская церковь (памятник архитектуры XIX века) - с 1994 года богослужения возобновились. 